# Плюрализм (философия)
Плюрали́зм (от лат. pluralis — множественный) — философская позиция, согласно которой существует множество различных равноправных, независимых и несводимых друг к другу форм знания и методологий познания (эпистемологический плюрализм) либо форм бытия (онтологический плюрализм). Плюрализм занимает оппонирующую позицию по отношению к монизму.
Термин «плюрализм» был введён в начале XVIII в. Христианом Вольфом, последователем Лейбница, для описания учений, противостоящих теории монад Лейбница, в первую очередь различных разновидностей дуализма и в равной степени плюрализма.

## Плюрализм в философских системах
Примером плюрализма могут служить теории древних мыслителей, выдвигавших в качестве основы всего сущего огонь, воздух, воду и землю.
На рубеже XIX—XX веков плюрализм получил распространение и развитие как в андроцентрических философских концепциях, абсолютизирующих уникальность личного опыта (персонализм, экзистенциализм), так и в эпистемологии (прагматизм Уильяма Джеймса, философия науки Карла Поппера и особенно теоретический плюрализм его последователя Пауля Фейерабенда).
Эпистемологический плюрализм как методологический подход в науке, подчёркивая субъективность знания и примат воли в процессе познания (Джемс), историческую (Поппер) и социальную (Фейерабенд) обусловленность знания, критикует классическую научную методологию и является одной из посылок ряда антисциентистских течений.